# Sussi og Leo
Sussi og Leo var en nordjysk popduo. Duoen havde optrådt som duo siden 9. klasse og dannede også par i privatlivet.
Duoen bestod af:
- Sussi Nielsen (døbenavn: Susanne; født 14. november 1955 i Tanzania), der sammen med sine danske forældre flyttede til Danmark i 1962. Sussi har andre interesser end musikken, hvilket hun viser med sine malerier, som ofte har et erotisk indhold.
- Leo Nielsen (født 15. november 1955 i Ingstrup; død 18. februar 2023), søn af en skomager og en mor, der ejede en slikbutik. At Leo også mestrer andre kunstarter end musik beviste han i 2007 da hans roman Pyromanium udkom, en Sci-Fi fortælling hvor coveret på bogen er malet af Sussi.

I januar 2023 indstillede Leo sin musikkarriere på ubestemt tid på grund af en alvorlig sygdom. Da optrådte Sussi med andre musikere som “Sussi og Drengene”. Leo døde den 18. februar 2023.

## Diskografi
- Startbesvær (1987)
- På Indkøb (1988)
- 3 Giraffer På Et Bliktag (1989)
- Hi Hi Hi (1991)
- Annemarie  (1992)
- Rosegarden - På Opfordring 1 (1994)
- På Opfordring 2 (Den Med Alice) (1995)
- På Opfordring 3 - Taxa Taxa (1997)
- Sussi & Leo Synger Julesange (1998)
- The Road Show (2001)
- Vores Evergreens (2005)
- Gi Mig Så Det Kys - Mand (2008)
- Vi Har Alle Masker På  (2014)